# Volumen de distribución
El volumen de distribución (VD), también conocido como volumen de distribución aparente (VDA), es un término farmacológico usado para cuantificar la distribución de un medicamento en todo el cuerpo posterior a la administración vía oral o parenteral. Se define como el volumen teórico necesario para que en todos los órganos o compartimentos haya una concentración de este igual a la que hay en el plasma sanguíneo. Se puede calcular dividiendo la dosis administrada del fármaco entre la concentración plasmática del mismo. 
El volumen de distribución puede verse incrementado en insuficiencia renal (debido a retención de líquidos) o en insuficiencia hepática (debido a alteraciones en el fluido corporal o en la unión a proteínas plasmáticas). Por el contrario, puede ser disminuido por un estado de deshidratación.
El volumen de distribución inicial describe las concentraciones plasmáticas previas a la obtención del volumen aparente de distribución, y usa la misma fórmula.

## Ecuaciones
El volumen de distribución se calcula usando las siguientes ecuaciones:
De esa ecuación se puede también calcular la dosis requerida para alcanzar cierta concentración plasmática puede ser determinada si se conoce la VD. VD no es en realidad un volumen real, más bien refleja como un medicamento se distribuirá por todo el cuerpo dependiendo de ciertas propiedades fisicoquímicas, como la solubilidad, carga, tamaño, etc.
Las unidades del volumen de distribución típicamente se reporta en (mililitros o litros)/kg de peso corporal. El hecho de que VD es una relación de un volumen teorético sobre una unidad fija de peso corporal explica porque VD para los niños es típica mente mayor que para los adultos, aun cuando los niños son más pequeños y pesan menos. A medida que la composición del cuerpo cambia con la edad, VD disminuye.
La VD también puede ser usada para determinar cuan rápido un medicamento llegará a los tejidos del cuerpo en relación con la sangre:
{\displaystyle {V_{D}}={V_{P}}+{V_{T}}\left({\frac {fu}{fu_{t}}}\right)}
Donde:
- VP = volumen plasmático

- VT = volumen aparente de tejidos

- fu = fracción libre (no unida a proteínas) en el plasma

- fuT = fracción libre en los tejidos

## Ejemplos
| Fármaco                | VD     | Comentarios                                                                              |
| Warfarina              | 8L     | Refleja un alto grado de unión proteica.                                                 |
| Teofilina              | 30L    | Representa una distribución en toda el agua corporal.                                    |
| Ácido Acetilsalicílico | 10L    | Representa una distribución en toda el agua corporal.                                    |
| Cloroquina             | 15000L | Muestra moléculas altamente lipofílicas que son secuestradas en la grasa corporal total. |
| NXY-059                | 8L     | Molécula hidrofílica altamente ionizada.                                                 |